# خولیو سزار رومرو
خولیو سزار رومرو (اسپانیایی: Julio César Romero‎؛ زادهٔ ۲۸ اوت ۱۹۶۰) یک بازیکن فوتبال اهل پاراگوئه است.

## باشگاهی
از باشگاه‌هایی که در آن بازی کرده‌است می‌توان به بارسلونا و فلومیننزه اشاره کرد.

## تیم ملی
وی که سابقه ۳۲ بازی و ۱۳ گل ملی دارد عضو تیم ملی فوتبال پاراگوئه در جام جهانی فوتبال ۱۹۸۶ بوده‌است.

## افتخارات
- بازیکن سال فوتبال آمریکای جنوبی (۱۹۹۵)
- انتخاب شده در فیفا ۱۰۰